# Asthenargus conicus
Espèce
Asthenargus conicus est une espèce d'araignées aranéomorphes de la famille des Linyphiidae.

## Distribution
Cette espèce est endémique du Qinghai en Chine,. Elle se rencontre entre 2 300 et 2 700 m d'altitude sur le Bei Shan.

## Description
Le mâle holotype mesure 1,83 mm et la femelle paratype 2,75 mm.

## Publication originale
- Tanasevitch, 2006 : On some Linyphiidae of China, mainly from Taibai Shan, Qinling Mountains, Shaanxi Province (Arachnida: Araneae). Zootaxa, no 1325, p. 277-311.